# Uwe Mund
Uwe Mund (Vienna, 30 marzo 1941) è un direttore d'orchestra austriaco.

## Biografia
All'età di quattordici anni diede il suo primo concerto come pianista solista e a sedici anni iniziò i suoi studi come direttore d'orchestra e compositore.
Nato a Vienna, al soli vent'anni divenne direttore del coro dei ragazzi di Vienna, col quale girò l'Europa e l'America. Ha anche diretto la Hofmusikkapelle viennese, un'orchestra di corte risalente al Medioevo. Diventò il solo répétiteur della Wiener Staatsoper e assistente direttore della Wiener Singverein nel 1963. È stato direttore musicale al Musiktheater im Revier di Gelsenkirchen dal 1977 al 1988, dove si ritiene che il suo lavoro e la sua passione abbiano definito un'epoca.
È stato direttore musicale al Gran Teatre del Liceu di Barcellona dal 1987 al 1994 e dal 1998 alla Kyoto Symphony Orchestra. È stato direttore ospite in numerosi altri teatri d'opera.